# Gunnar Bruun Jensen
Gunnar Bruun Jensen, med dæknavnet Freddie (født 8. marts 1925, død 23. december 1944 i Odense) var en dansk modstandsmand, der var medlem af BOPA.
Gunnar Bruun Jensen arbejdede for DSB, men måtte flygtede til København på grund af det tyske politi Gestapo var efter ham, i sommeren 1944 optaget i BOPA. Den 23. december 1944 kom Gestapo igen, sammen med sin kammerat Otto Raarup forsøgte de at undslippe over hustage og ned ad nedløbsrør, inden de faldt i et baghold i Odense, hvor de blev skudt og dræbt af danske HIPO-folk.
Gunnar Bruun Jensen blev i 1945 begravet på Assistens Kirkegård i Odense.